# モーニング娘。おとめ組
モーニング娘。おとめ組（モーニングむすめ おとめぐみ）は、2003年9月から2004年3月にかけてモーニング娘。を2ユニットに分割して活動を行ったうちの1つである。もう一方のグループとしてモーニング娘。さくら組がある。

## メンバー
活動期間終了時のメンバー
- 飯田圭織（リーダー）
- 石川梨華
- 辻希美
- 小川麻琴
- 藤本美貴
- 道重さゆみ
- 田中れいな

## 活動状況
結成当初、「モーニング娘。の大人数編成（当時15名）では大きな会場にのみ公演が限定されるが、分割してコンパクトにすることで全国の小さな会場（地方のホール等）での公演も可能にする」という構想があったが、主催者や各地域プロモーター等の事情により、会場の大小の差こそあったが、公演地域は結成以前とほぼ変わらなかった。2009年4月初めまで、オフィシャルサイトのアーティスト一覧に掲載されていた。
2007年1月27日・28日、『Hello! Project 2007 Winter 〜集結! 10th Anniversary〜』の横浜アリーナ公演で、当時留学中だった小川麻琴を除く6名により「愛の園 〜Touch My Heart!〜」が披露された。
2009年1月31日・2月1日、『Hello! Project 2009 Winter 決定! ハロ☆プロ アワード'09 〜エルダークラブ卒業記念スペシャル〜』で、飯田圭織、石川梨華、辻希美、小川麻琴、藤本美貴、道重さゆみ、田中れいなの7名（当時ハロー!プロジェクトに在籍した歴代全メンバー）により「愛の園 〜Touch My Heart!〜」が披露された。
2009年4月、ハロー!プロジェクトの公式サイトのリニューアルに伴い、アーティスト一覧から「モーニング娘。おとめ組」のプロフィールへのリンクが削除された（プロフィール自体は存続）。
2009年4月中旬、ハロー!プロジェクトの公式サイトからプロフィールおよび詳細が削除された。
2009年秋中旬、『モーニング娘。コンサートツアー2009秋 〜ナインスマイル〜』で、道重さゆみ、田中れいな、久住小春、ジュンジュンの4名により「友情 〜心のブスにはならねぇ!〜」が披露された。

## 作品

### シングル
1. 愛の園 〜Touch My Heart!〜（2003年9月18日） - 初登場3位（オリコンシングルランキング）
2. 友情 〜心のブスにはならねぇ!〜（2004年2月25日） - 初登場5位（同上）

いずれもアップテンポの楽曲。

### DVD

#### シングルV
- シングルV・愛の園 〜Touch My Heart!〜（2003年10月16日）
- シングルV・さくら満開/友情 〜心のブスにはならねぇ!〜（2004年3月24日）

#### コンサート
- モーニング娘。おとめ組初公演 〜おとめチック〜（2004年6月9日）

## 公演
- モーニング娘。おとめ組初公演 〜おとめチック〜（2003年11月24日 - 2004年3月21日、14都市32公演）